# Dolors Giorla Laribal
Dolores Giorla Laribal (Barcelona, 1912 - San Adrián de Besós, 21 de junio de 1939) fue un ama de casa española. Es conocida por ser una de las mujeres republicanas de la Prisión de Les Corts de Barcelona. Fue fusilada en Campo de la Bota.

## Biografía
Dolores Giorla estaba casada con un médico del Hospital Clínico. Pesó sobre ella una acusación que trascendió del ámbito civil al político-militar. Se quería divorciar a causa de los malos tratos que recibía de su marido. Denunció a este en varias ocasiones a la policía, sin recibir respuesta por lo que puso los hechos en conocimiento de las Patrullas de Control. Al poco tiempo su marido fue detenido cuando se encontraba en compañía de un joven falangista y dos monjas enfermeras del Clínico, que escondía en su casa. Acusados de ser de extrema derecha, ellos fueron fusilados.
El 15 de febrero de 1939, Giorla fue detenida por el Servicio de información y la Policía militar. Tras ingresar en la Prisión de Les Corts, fue acusada de haber instigado la muerte de su marido. Sor Bibiana, una de las monjas, testificó en su contra. Fue juzgada en un consejo de guerra sumarísimo el 3 de mayo, junto con 16 personas más. Acusada de rebelión militar, fue condenada a la pena de muerte, siendo fusilada a las cinco y media de la madrugada del 21 de junio de 1939 en el Campo de la Bota y enterrada en el Fossar de la Pedrera del Cementerio de Montjuïc.